# Invacare
Die Invacare Corp. ist eine international tätige Unternehmensgruppe, die Produkte im Bereich der Medizintechnik produziert und vertreibt.
Der Hauptsitz der Invacare-Gruppe ist in Elyria, Ohio.

## Geschichte der Invacare-Gruppe
Der Ursprung der Gesellschaft liegt in einer Unternehmensneugründung im Jahr 1885. Damals begann die durch Winslow L. Fay gegründete Fay Manufacturing Company in Elyria (Ohio), Dreiräder für Menschen mit körperlicher Behinderung zu produzieren. Sie ging 1891 an Arthur L. Garford, der George Cushing Worthington als Manager der Fabrik einstellte. 1899 kam es zur Umbenennung des Unternehmens in Worthington Manufacturing Company und 1907 erhielt es den Namen Worthington Company. 1917 fusionierte das Unternehmen mit der Machine Parts Company zur Colson Company und firmierte 1933 zur Colson Corporation um. 1953 erwarb die Familie Pritzker aus Chicago die Colson Corporation und verlegte den Unternehmenssitz in ihre Heimatstadt. Vier Jahre später wurde die noch immer zum Unternehmen gehörende Rollstuhlproduktion in Elyria von drei langjährigen Angestellten gekauft und in Mobilaid Inc. umbenannt. 1971 wurden Mobilaid Inc. und Invalex Company von Technicare, einem Medizintechnikunternehmen aus Cleveland, erworben. Die beiden Unternehmen fusionierten und es entstand die Invacare Corporation. Sie wurde 1978 von Johnson & Johnson gekauft.
Das heutige Unternehmen Invacare wurde 1979 von A. Malachi Mixon, dem damaligen Marketing-Vizepräsidenten von Technicare, begründet und gehörte Anfang 1979 noch zum Johnson & Johnson Konzern, sollte jedoch verkauft werden. Mixon, heute Präsident der Invacare Corporation, organisierte eine kleine Gruppe von Investoren, um Invacare für 7,8 Millionen US-Dollar zu erwerben. 1982 brachte Invacare den ersten motorisierten Rollstuhl mit computergestütztem Steuerungssystem auf den Markt. Zudem baute Mixon das Vertriebsnetz und die Produktlinie weiter aus, zu der ab da unter anderem auch Sauerstoffkonzentratoren gehörten. Das Unternehmen ging 1984 an die Börse und erhielt zugleich mit der Etablierung im Europäischen Markt für Produkte für die Häusliche Pflege eine neue Ausrichtung. Hierzu wurde zunächst ein britischer Hersteller von Patientenhilfen erworben. Es folgten Zusammenschlüsse mit weiteren Unternehmen in Deutschland, Frankreich, Schweden, Schweiz, Dänemark und Portugal. Aber auch durch Fusionen mit Unternehmen in Kanada, Australien, Neuseeland und den USA expandierte Invacare. Die Produktlinie verbreiterte sich ebenfalls stetig. 2000 war das Unternehmen bereits Marktführer im Produktbereich für die Häusliche Pflege.
Invacare wuchs bis heute von drei Fabriken auf 30, von 300 Angestellten auf über 6.000, von einem Nettoumsatz von 19 Mio. US-Dollar auf 1,7 Mrd. US-Dollar. Es wurde zu einer NYSE Corporation, die zu den „Fortune 1000“ zählt. Die Corporation unterhält Produktionsstandorte in 14 verschiedenen Ländern und vertreibt ihre Produkte in rund 80 Ländern der Welt.
2008 verlagerte das Unternehmen die Herstellung vieler Teile und Produkte in Niedriglohnländer; es produziert seine Eigenmarken in zwei Fabriken in der Volksrepublik China. 2010 beschäftigte Invacare noch 1.300 Arbeitnehmer in Ohio, nachdem dort seit Mitte der 2000er Jahre Hunderte von Arbeitsplätzen abgebaut worden waren.
Im Februar 2023 meldete Invacare Insolvenz nach Chapter 11 an, der börsenhandel der Aktien wurde daraufhin eingestellt. Bereits im Mai 2023 konnte die Restrukturierung und damit das Insolvenzverfahren nach Chapter 11 abgeschlossen werden.

### Invacare Deutschland
1985 fusionierte Invacare mit der Günter Meier GmbH, einem deutschen Hersteller von Elektro-Rollstühlen, woraus die Invacare Deutschland GmbH entstand, die seit 2005 ihren Sitz in Porta Westfalica hat. Am Standort Porta Westfalica sind derzeit 180 Mitarbeiter beschäftigt. Von hier aus wird die zentrale Entwicklung und Produktion von Elektro-Rollstühlen sowie von Elektromobilen für den europäischen Markt gesteuert.

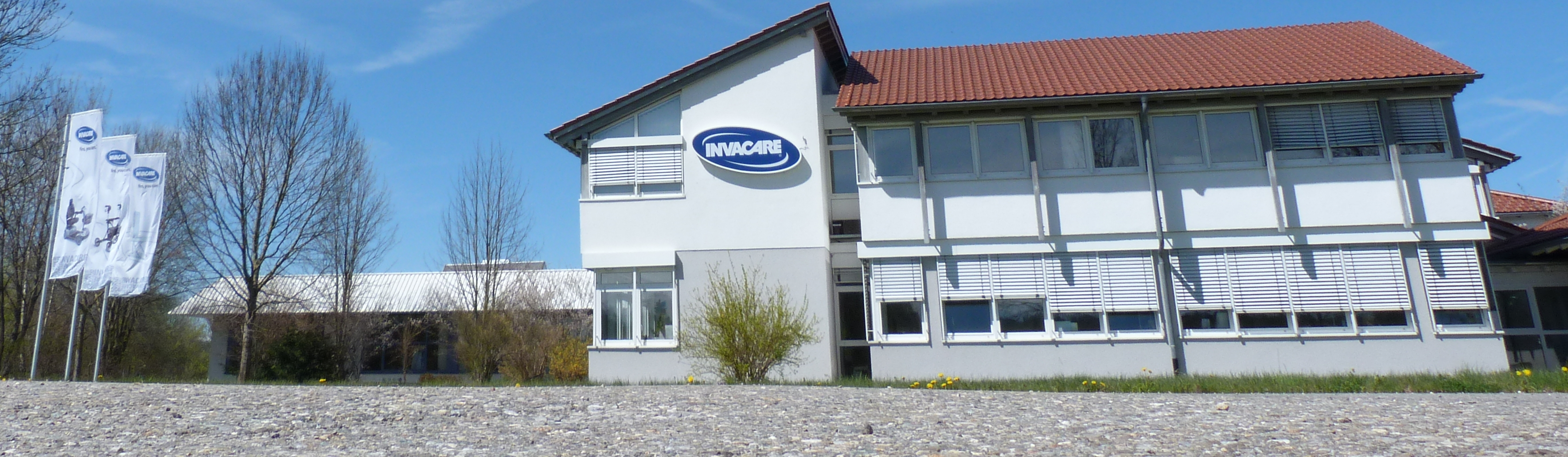
Invacare GmbH, Isny im Allgäu

Im Jahr 2004 wurden sowohl das 1981 gegründete Unternehmen Aquatec, Hersteller von Badewannenliftern, in die Invacare-Gruppe integriert wie auch die Alber GmbH akquiriert, die u. a. elektrische Rollstühle und mobile Treppensteighilfen herstellt. Seit dem Jahr 2006 vertreibt Invacare seine Produkte über die Invacare Vertriebs- und Marketing-Organisation, die ihren Standort in Isny im Allgäu hat und auch für Invacare Österreich und Invacare Schweiz sowie für die küschall AG zuständig ist. Zuerst lief der Vertrieb unter dem Namen Invacare Aquatec GmbH, seit dem 1. Januar 2012 unter Invacare GmbH. Im gleichen Jahr baute die Invacare GmbH ihren technischen Service am Standort Isny weiter aus. „InvaService“ soll mit zusätzlichen Serviceleistungen Fachhändler unterstützen. Aquatec ist nach eigenen Angaben Marktführer im Segment der Badewannenlifter.

## Marken

Elektromobil Invacare Comet

Zur Markenfamilie gehören Hilfsmittel für die Bereiche Mobilität, die Häusliche Pflege und die Institutionelle Pflege. In Deutschland werden neben Produkten der Dachmarke auch Produkte der Marken Alber, Aquatec, Dolomite, Rea, küschall, Top End und Matrix vertrieben. Die Produktentwicklung erfolgt mittels sogenannter Zweipunkt-Strategie, so dass alle Marken sowohl einfache Hilfsmittel, als auch multifunktionelle Produkte bieten, die individuell anpassbar und zum großen Teil auch miteinander kompatibel sind.

### Produkte
Die Dachmarke Invacare umfasst Elektro-Rollstühle, Elektromobile und Manuelle Rollstühle sowie Produkte zur Sauerstofftherapie. Des Weiteren werden Gehhilfen, Pflegebetten, Anti-Dekubitus-Matratzen und Patientenlifter angeboten. Seit den 1980er Jahren werden unter dem Namen Aquatec Badewannenlifter und Transferhilfen sowie WC- und Duschsysteme hergestellt. Die Entwicklung, Fertigung und der Vertrieb der Produkte ist in Isny im Allgäu angesiedelt. Die schwedische Marke Dolomite entwickelt, fertigt und vertreibt Gehgestelle, Rollatoren und Gehwagen. Rea mit Sitz in Schweden ist ein Hersteller für manuelle Rollstühle, die für passive Nutzer gebaut sind: Die Marke ist auf die Entwicklung und Fertigung von Multifunktions- und Leichtgewichtsrollstühlen spezialisiert. Die Marke küschall hingegen ist auf die Entwicklung und Herstellung von starren und faltbaren Aktiv-Rollstühlen fokussiert. Der Schweizer Rollstuhlhersteller Rainer Küschall erhielt 1986 unter anderem die Auszeichnung für das beste Design vom Museum of Modern Art in New York City für den „Champion 3000“. Mit Top End betreibt Invacare ein Label für sportliche Menschen mit Behinderung. Der Hersteller mit Sitz in Florida führt verschiedene Sport- und Aktivrollstühle für Tennis-, Basketball-, Tischtennis- und Badmintonspieler sowie für Sportfechter. Auch Rennrollstühle und Handbikes gehören zum Produktsortiment. Matrix stellt ergonomische Rückenschalen für Rollstühle her.

## Sponsoringaktivitäten
Das Unternehmen sponsert Athleten im Behindertensport und soziale Projekte für Behinderte auch im deutschsprachigen Raum.